# ダウンロードコンテンツ
ダウンロードコンテンツとは、ネットワークを媒体としてクライアントに配信されるデジタルデータ・コンテンツのこと。
和製英語であり、英語圏ではダウンローダブルコンテント（複数形はコンテンツ）（英: Downloadable content(s)、ダウンロード可能内容）という。略称は日英共にDLCで、英語圏では一般に略称が使用される。

## コンピュータゲーム
主に追加コンテンツという形で家庭用ゲーム、PCゲームなどのソフトで利用、また配信機能が提供されている。
既存のソフトウェアの媒体内のデータに含まれていないシナリオ・ステージ、キャラクター、音楽、アイテム、新機能といった追加データやバグ・誤字を修正するパッチなどを、有料または無料にて追加配信が行われる。大型のダウンロードコンテンツがあるゲームでは、それらをまとめて購入できるシーズンパス (ビデオゲーム)という課金形態も存在する。そのほか、映画や映像コンテンツ、電子コミックなども提供している場合もある。
パッケージ版のゲームソフトにおいては、予約特典・初回限定版などでしか入手できないコンテンツがダウンロードできるプロダクトコードが発行されたカードを同梱した商品形態による販売方法が存在する。

## 歴史

### DLC以前
最も早い時期でのコンテンツ配信は、ユーザーが電話回線を使用してダウンロードできたAtari 2600のGameLineサービスや、メガドライブにケーブル回線でゲームのダウンロードができたセガチャンネルなどがある。これらはゲーム全体の配信であり、現在のようなDLCといったものではなかった。

### パーソナルコンピュータ
インターネットの普及と通信速度の向上につれて、ユーザー自身が制作したマップやゲームモードを配信するのが活発になっていった。これらはディスクなどの物理メディアでの配信が困難であったため、主にオンラインで配信されていた。
1997年にCavedogは、リアルタイムストラテジーゲーム『Total Annihilation』用の追加コンテンツを、無料で毎月配信した。

### 据え置き機
第6世代ゲーム機の先駆けとなったドリームキャストは、標準でオンライン接続機能を搭載した最初期のハードだった。発売された当時（1999年～2000年頃）、インターネットの常時接続は一部の都市部でしか提供されていなかったうえ、はるかに低速で制限の多いものだったが、オンラインプレイなどの当時としては画期的なゲーム体験を提供した。しかし、後に登場し同世代の覇権を握ったPlayStation 2には、ネット接続機能は標準搭載されていなかった。
Xboxの登場により、マイクロソフトはDLCを提供する第2の企業となった。スプリンターセル、Halo 2、NINJA GAIDENなどのタイトルには、Xbox Liveを通じて様々な追加コンテンツが提供され、多くは無料でダウンロードできた。が、支払方法がクレジットカード決済しかなかったため、ハードルが高かった。
2005年末に第7世代のXbox 360が登場し、よりDLCの投入が強化された。マイクロソフトは、「20ドル弱の完全な拡張パック」よりも、「5ドル未満の小規模なコンテンツ」で販売元が利益を得られると考えていた。また、プリペイドカードやコンビニの電子端末で購入できるマイクロソフトポイントの実装によって、クレジットカードの必要性が下がり未成年者も手が出しやすくなった。同様なものに、ソニーのPS Storeカードや、任天堂のニンテンドーポイントなどがある。
『ギターヒーロー』や『ロックバンド』といった音楽ゲームは特にDLCの利点を活かしており、Harmonixは「『ギターヒーロー2』には、これまでのどのゲームより多くのオンラインコンテンツを提供する。」と語っていた。『ロックバンド』シリーズは、家庭用ゲームでのDLC数が最大であり、2007年から2013年まで毎週追加されていた。ロックバンドのDLCを全て購入すると、9,150.10ドルにも及ぶ。

### 携帯機
1990年代後半から2000年代前半のノキア製の携帯電話は、横スクロールシューティングの『Space Impact』と共に出荷され、さまざまなモデルでプレイできた。2000年にWAPが導入されると、追加型のDLCが利用できるようになった。
任天堂は2001年から2002年まで提供されていたゲームボーイ・ゲームボーイアドバンス向けの通信サービス「モバイルシステムGB」の対応ソフト『ポケットモンスター クリスタルバージョン』にてゲーム内アイテムの配布という現代のDLCの先駆けと言えるサービスが提供されていた。2005年サービス開始のニンテンドーDSとWii向けのネットワークサービス「ニンテンドーWi-Fiコネクション」では無料の追加データを配信するゲームが普及し始め、2011年のニンテンドー3DSの発売と同時に開始した後継サービスの「ニンテンドーネットワーク」からは他社のサービスと同様に有料DLCの配信もするようになった。
ソニーはPlayStation Portableでも「PlayStation Store」からソフトやDLCの購入が行え、後継機のPlayStation Vitaでも同様にDLCの購入に対応している。

### アプリゲーム・ブラウザゲーム
ゲームアプリやブラウザゲーム・ソーシャルゲームではDLCに近いものがアイテム課金と併用する形で行われるケースが見られる。例としては有償アイテムで購入できるアバター・スキンや衣装などと価格相当分のガチャ用アイテムがセットになって販売されるといったものが挙げられる。

## DLCに関する論争
DLCは一つのソフトをより長く楽しんでもらえたり、プレイヤーの好みに細かく対応したサービスが提供できるようになるといった利点がある。また、ゲームハードの高機能化に伴う開発費の高騰や、中古ソフトの流通といった中でも、ソフト以上の収益が望めるといった点も大きい。しかしDLCが一般化し、広く行われるようになっていく中で様々な問題も噴出し、DLCの是非に関する議論も多くなっている。
問題視されるものには、全てのDLCを揃えると数千円～数万円もの相当な額（パッケージソフト以上の金額）が必要になるもの、内容に見合わない高額なもの、DLC無しでは内容が薄いかDLCの入手が前提、本来最初からあるべきものがDLCといったものがある。ディスクなどのメディアに最初から入っているにもかかわらずそのままでは使用できず、後から解除コードを購入することで解放される「アンロック」と呼ばれる手法も批判が多い。元々DLCは「そのゲームをより楽しむ」はずであったものが、「不完全なものを完全にする」ためのようなものが増えているとも指摘される。

### 物議を醸したDLCの一例
The Elder Scrolls IV: Oblivion
「Horse Armor」という、文字通り馬に鎧を着せるだけのDLCがあった。これは最も無意味で馬鹿馬鹿しいDLCとして批判の対象となり、「おかしな（又はひどい）DLC」といったものを語る際に、決まって取り上げられる有名なものとなっている。一方でベセスダのトップ10に入るほどの売上も上げるなど、こういうものでも売れるという先例になっており、後に登場する同様のDLCに比べれば、これはむしろ普通の部類に入る。
ビューティフル塊魂
発売と同時に追加ステージなどのDLCが配信されたが、その数が尋常でなかった。さらにダウンロードコンテンツの利用により追加できる実績が存在している。海外のサイトで「馬鹿馬鹿しいDLC」として紹介された際の理由は、「ゲームの半分をDLCで売った」というものだった。
テイルズ オブ ヴェスペリア
ゲーム内通貨やレベルを上げるDLCが配信されており、「レベルが金で買える」などという批判意見が出ることとなった。
アスラズ ラース
普通にプレイしてもそれなりの終わり方はするが、「真の結末」といえる最終章がDLCとなっていた。
ジョジョの奇妙な冒険 オールスターバトル
原作漫画の25周年を記念した作品であり、直前に放送されたアニメも好評を博し、力の入ったPVを連続で公開するなど、大きな期待を持たれたまま発売された。しかし、メインのキャンペーンモードで「スタミナ消費型（基本プレイ無料）のオンラインゲーム」に近いシステムを導入しており、スタミナを回復するアイテムがDLC（アイテム課金）となっていることが判明したため、発売直後から大批判が巻き起こった。メーカーは批判を受け止め、スタミナの回復速度を4倍に引き上げたり、配信されていた2体のDLCキャラの1体を無料に、もう1体を半額にするなどの対応を取った。しかし批判は収まらず、他の問題点なども絡んで中古買取価格は暴落し、発売元（バンダイナムコゲームス）としての信頼も大きく落とすことになった。